# Piazza del Duomo (Siena)

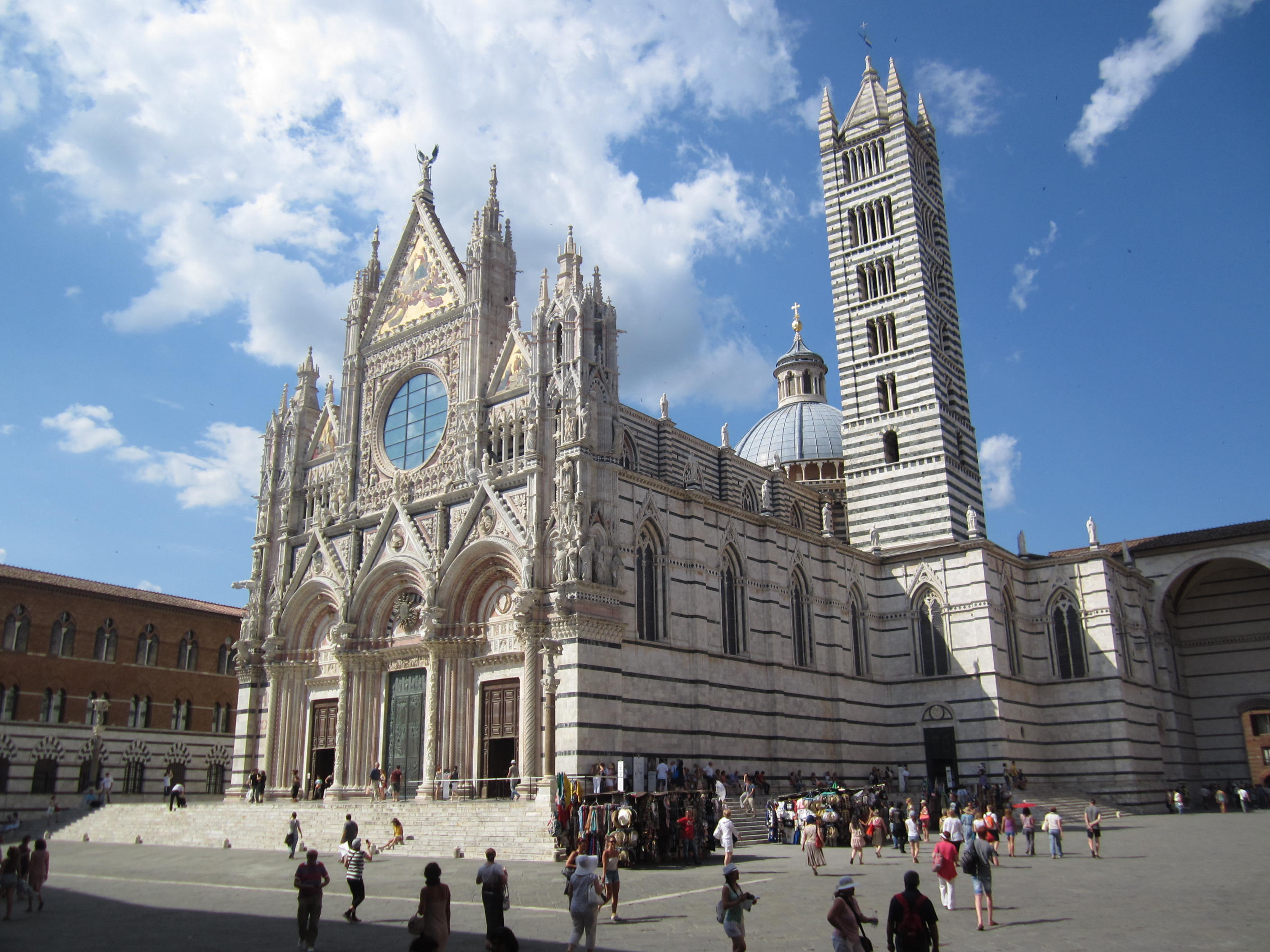
La Piazza del Duomo de Siena.

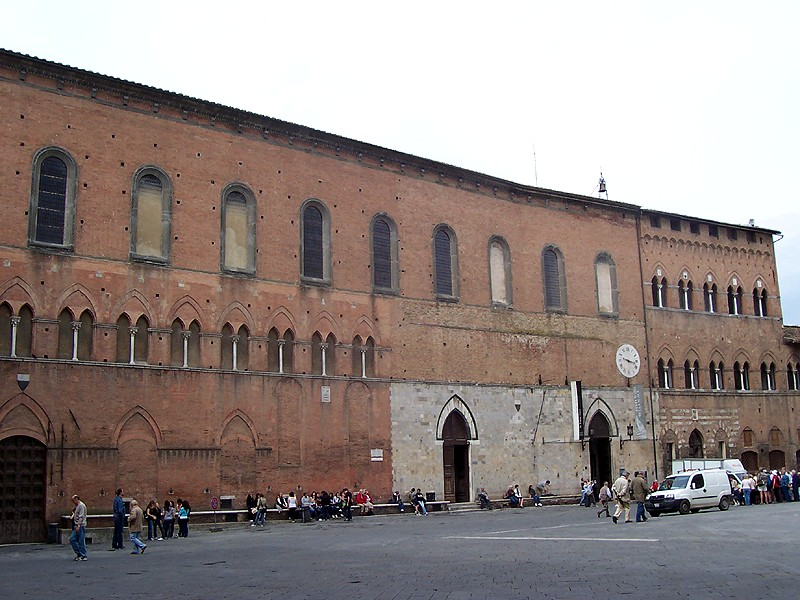
Museo de Santa Maria della Scala.

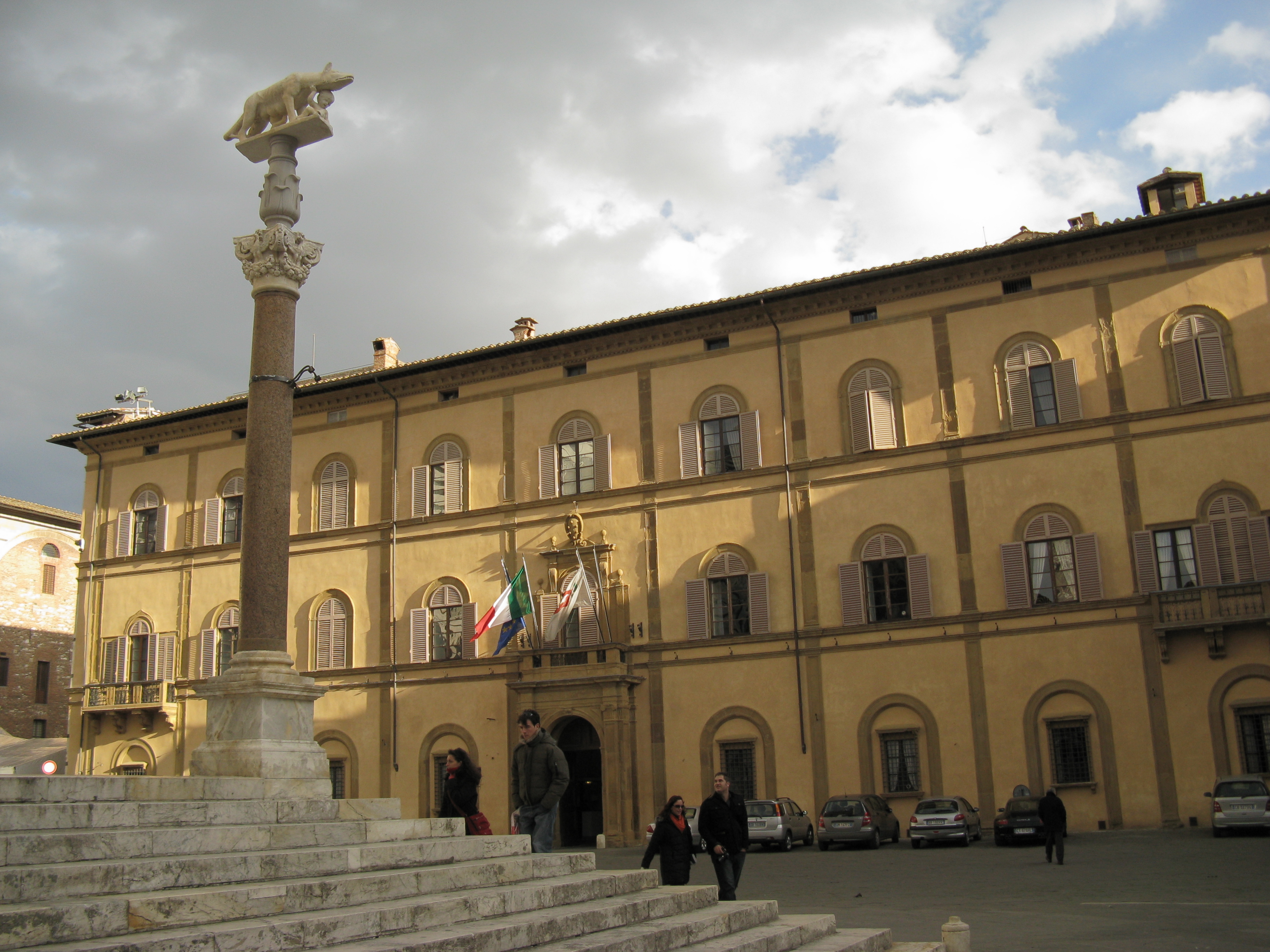
El Palacio Real y la columna con la Lupa.

La Piazza del Duomo de la ciudad de Siena (Italia) es una plaza situada frente a la Catedral de Siena que tiene forma de "L". La actual Piazza Jacopo della Quercia constituye su continuación ideal, donde se debería de haber construido el "Duomo Nuovo". Además del célebre edificio religioso, aquí se sitúa el museo de Santa Maria della Scala.

## Historia
La plaza se encuentra en la cima de la colina de Santa María, cerca del núcleo más antiguo de la ciudad romana, el Castelvecchio. Se piensa que el centro religioso se creó en torno al siglo VII (aunque no se puede descartar que la colina alojara una especie de acrópolis más antigua), cuando se trasladaron aquí la sede episcopal y la catedral desde un lugar sin precisar de Castelvecchio. Toda la platea apiscopis se incluyó en la primera cinta de murallas altomedievales, que pasaba más o menos por la actual Via del Fosso di Sant'Ansano, es decir, por detrás del museo de Santa Maria della Scala.
Con la construcción de la catedral, iniciada en el siglo XIII, la plaza adquirió su conformación actual, que se hizo definitiva en siglo XVII, cuando se demolió el antiguo palacio obispal del siglo XI, liberando el lado derecho de la catedral, mientras que en el lado norte se demolió la logia que unía la antigua rectoría a la catedral.

## Descripción
La extraordinaria fachada de la catedral domina la plaza, iluminada durante gran parte del día sin sombras de los edificios de los alrededores, aunque están relativamente cercanos. La parte inferior de esta fachada fue realizada entre 1285 y 1296 por Giovanni Pisano en estilo gótico con influencias radiantes, y la parte superior por Camaino di Crescentino y terminada en 1317. Los escalones que elevan la catedral terminan en una plataforma que hace de base del monumento, y sobre la que se encuentran, en correspondencia con los accesos principales, incrustaciones de mármol (en la actualidad copias de los originales) que representan las Cerimonie dell'iniziazione de Nastagio di Gaspare, datadas en el 1450.
En las esquinas de la escalinata hay dos Lupe con i gemelli (Lobas con los gemelos) de mármol sobre columnas, que son obra respectivamente de Giovanni Pisano y Urbano da Cortona, ambas conservadas en el cercano Museo dell'Opera Metropolitana y sustituidos con copias. El lado derecho del edificio, el que da hacia la plaza, es más simple. Destaca su única puerta, la Porta del Perdono, decorada con un bajorrelieve de la Madonna del Perdono de Donatello (que también es una copia).
El campanario de la Catedral, con franjas blancas y negras, fue construido a finales del siglo XIII englobando una parte de la antigua torre de los Bisdomini.
El lado opuesto a la fachada de la catedral está ocupado por el antiguo hospital de Santa Maria della Scala, que debe su nombre a las escaleras de la catedral. Fundado por los canónigos para albergar a los peregrinos, asistir a los pobres y enfermos y acoger a los niños huérfanos, fue entre la Edad Media y el Renacimiento una de las estructuras de este tipo más grandes e importantes de la Toscana. Su antiguo prestigio se refleja en la rica decoración del complejo, convertido actualmente en museo. El interior alberga solo una pequeña parte de las obras de arte que posee el hospital (muchas están en la Pinacoteca Nazionale), pero son suficientes para dar una idea de su antiguo esplendor. Alberga además el Museo Arqueológico Nacional (en el sótano) y piezas originales de la Fonte Gaia, tanto de Jacopo della Quercia como de su reconstrucción de Tito Sarrocchi del siglo XIX. 
El lado norte de la plaza está ocupado por el Palacio Arzobispal, que presenta una fachada del siglo XVIII, diseñada imitando el estilo gótico sienés del siglo XIV. Hasta mediados del siglo XVII tuvieron aquí sede los canónigos y el rector de la Opera Metropolitana, mientras que el arzobispo residía en un palacio que estaba adosado al lado derecho de la catedral.

### Piazza Jacopo della Quercia
A la derecha de la catedral hay un amplio espacio en el que se debía haber construido la gran catedral del siglo XIV (el "Duomo Nuevo"). Solo se construyó la primera nave (actualmente sede del Museo dell'Opera del Duomo) y el llamado facciatone (fachadón). Este espacio se llama actualmente Piazza Jacopo della Quercia.
Más lejos está el Palacio Real, obra de Bernardo Buontalenti de finales del siglo XVI, construido para alojar el gobernador Médici de la ciudad. Actualmente alberga la prefectura y la administración provincial.